# Tagoloán (Lánao del Norte)
Tagoloán es un  municipio filipino  de quinta categoría, situado al norte de la isla de Mindanao. Forma parte de la provincia de Lánao del Norte situada en la región administrativa de Mindanao del Norte. 
Para las elecciones está encuadrado en el Primer Distrito Electoral.	
El ayuntamiento se sitúa en el barrio de Kiazar.

## Barrios
El municipio de Tagoloán se divide, a los efectos administrativos, en 7 barangayes o barrios, conforme a la siguiente relación:
| - Dalamas - Darimbang | - Dimayon - Inagongan | - Kiazar (Población) | - Malimbato - Pagalongán (Panalawan) |  |

## Historia

### Influencia española

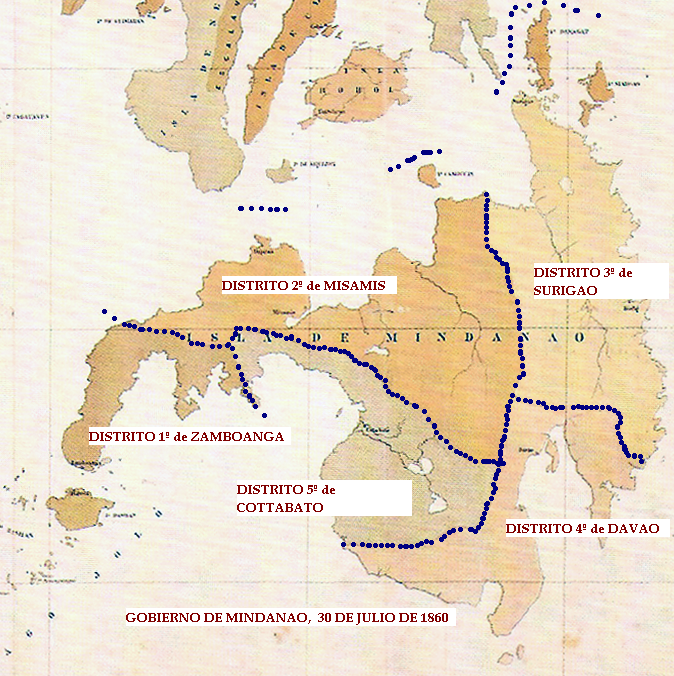
Gobierno de Mindanao: Los 5 Distritos creados por Real Decreto de 30 de julio de 1860.

El Distrito 7º de Lanao creado a finales del siglo XIX, concretamente el 8 de octubre de 1895, formaba parte del Imperio español en Asia y Oceanía (1520-1898).
Su tereitorio, segregado de los distritos 5º de Cottabato y 2º de Misamis, no fue dominado completamente por las armas españolas. El término de Pagalongán, barrio de Iligán, formaba parte de Misamis.

### Ocupación estadounidense
En 1903 fue creada la provincia del Moro, siendo Lánao uno de sus distritos. La provincia de Lánao fue creada en 1914 formando parte del Departamento de Mindanao y Joló (1914-1920)  (Department of Mindanao and Sulu) .

### Independencia
El 22 de mayo de 1959 la provincia de Lánao fue dividida en dos provincias, una que se conoce como Lánao del Norte y la otra como Lánao del Sur.
Pagalongán queda repartido entre dos de los distritos municipales de la provincia de Lánao del Sur, Bubong y Kapai,.
El 8 de diciembre de 1965 fue creado el municipio de Tagoloán formado por los siguientes barrios y sitios hasta entonces pertenecientes a los municipios de Bubong y Kapai, ambos de Lánao del Sur: Pagalongán, Impaltao, Basak, Dagumboan, San Amoran, San Martín, San Jose, San Rafael, Kibanog, Besigan, Malungun, Mipait; Bitaog, Kolawingan, Domihorog, Tikalaan, Indolang, Ramain, Bagoaingud, Limonsdan, Linotongan, Siugagan, Eibaritan, Dimakiling, Kibujag, Pigkutun, San Antonio and San Alipio. El ayuntamiento se sitúa en el barrio de Pagalongán.